# 차등 백업
차등 백업(Differential backup)은 마지막 풀 백업 이래로 데이터의 차이만을 저장하면서 데이터를 보존하는 데이터 백업의 일종이다. 데이터의 변화가 일반적으로 데이터 저장소 내의 전체 데이터의 양에 비해 얼마 되지 않은 까닭에 백업 완수에 필요한 시간의 양이 풀 백업보다 더 작은 편이다. 증분 백업 방식에 비해 최소한의 이점은 데이터 복원 시 모든 데이터 복원에 최대 2개의 백업 미디어가 필요하다는 것이다. 이 방식은 데이터 복원을 간단하게 만들어줄뿐 아니라 데이터 복원 시간을 줄여줄 가능성을 증대시킨다.

## 도표
증분 백업과 차등 백업 간 차이는 다음과 같이 설명할 수 있다:
증분 백업
| 요일      | 일요일 | 월요일               | 화요일               | 수요일               | 목요일               | 금요일               | 토요일               | 일요일 |
| 백업 유형 | 전체   | 증분                 | 증분                 | 증분                 | 증분                 | 증분                 | 증분                 | 전체   |
| 효력      | N/A    | 일요일부터 생긴 변화 | 월요일부터 생긴 변화 | 화요일부터 생긴 변화 | 수요일부터 생긴 변화 | 목요일부터 생긴 변화 | 금요일부터 생긴 변화 | N/A    |

차등 백업
| 요일      | 일요일 | 월요일               | 화요일               | 수요일               | 목요일               | 금요일               | 토요일               | 일요일 |
| 백업 유형 | 전체   | 차등                 | 차등                 | 차등                 | 차등                 | 차등                 | 차등                 | 전체   |
| 효력      | N/A    | 일요일부터 생긴 변화 | 일요일부터 생긴 변화 | 일요일부터 생긴 변화 | 일요일부터 생긴 변화 | 일요일부터 생긴 변화 | 일요일부터 생긴 변화 | N/A    |

## 추가 문헌
- Chervenak, Ann L.; Vellanki, Vivekanand; Kurmas, Zachary (1998). “Protecting File Systems: A Survey of Backup Techniques”. 《Joint NASA AND IEEE Mass Storage Conference》. CiteSeerX 10.1.1.3.2181.
- LeMarque, Eric (2013년 10월 28일). “Differential and Incremental backups: Why should you care?”. 《NovaBACKUP Blog》. NovaStor.

## 같이 보기
- 지속 데이터 보호
- Dump (유닉스)
- rsync